# پرالیا
پرالیا (به لاتین: Peraliya) یک منطقهٔ مسکونی در سری‌لانکا است که در ناحیه گاله واقع شده‌است.